# Физиологичен разтвор
Физиологичният разтвор е копие на обичайната вътрешна телесна среда на организма. За да може да се нарече „физиологичен“ един разтвор, той трябва да бъде:
- изотоничен осмоларитет;
- изохидричен – да има същото pH;
- изотермичен – да има същата температура; регулира се ex tempore;
- изойоничен – да съдържа същото количество йони, в същото съотношение помежду им; на практика това е непостижимо, изпълними са само първите три условия.

Физиологични за човека и бозайниците са следните разтвори:
- 0,9% разтвор на натриев хлорид;
- 5% разтвор на глюкоза.

Физиологични за земноводните са следните разтвори:
- 0,65% разтвор на натриев хлорид.